# Bali (ort i Kamerun, Nordvästra regionen)
Bali är en ort i Kamerun.   Den ligger i regionen Nordvästra regionen, i den västra delen av landet, 280 km nordväst om huvudstaden Yaoundé. Bali ligger 1 355 meter över havet och antalet invånare är 72 606.
Terrängen runt Bali är kuperad åt sydväst, men åt nordost är den platt. Trakten runt Bali är tätbefolkad, med 266 invånare per kvadratkilometer. Närmaste större samhälle är Bamenda, 16,9 km nordost om Bali. Trakten runt Bali är en mosaik av jordbruksmark och naturlig växtlighet.